# Horbaszi
Horbaszi (ukr. Горбаші) – stacja kolejowa w miejscowości Czerniachów, w rejonie żytomierskim, w obwodzie żytomierskim, na Ukrainie. Położona jest na linii Korosteń – Żytomierz.